# Psykolog
En psykolog er en person, som har bestået kandidatuddannelsen som cand.psych. En psykolog beskæftiger sig med psykologi, der traditionelt omhandler menneskets tanke-, følelses- og handlingsliv.
Siden 1994 har betegnelsen "psykolog" og de tilsvarende akademiske forkortelser haft status som beskyttet titel og er således forbeholdt personer med gennemført kandidatuddannelse som cand.psych. Titlen "psykolog" bliver ind imellem forsøgt anvendt uberettiget som led i sammensatte ord, fx "diplompsykolog", "sportspsykolog" eller "sprogpsykolog", - hvilket fører til politianmeldelse.

## Uddannelse

### Cand.psych.-uddannelsen
På Aarhus Universitet, Københavns Universitet, Aalborg Universitet og Syddansk Universitet kan man opnå cand.psych.-titlen efter 5 års normeret uddannelse (3 års bacheloruddannelse samt 2 års kandidatuddannelse). På Roskilde Universitet kan der studeres psykologi i kombination med andre fag, hvilket derfor netop ikke giver ret til titlen cand.psych. Cand.psych.-uddannelsen er overvejende en teoretisk uddannelse. Der sker ingen formel specialisering i løbet af uddannelse – det er en "generalistuddannelse", som omfatter alle psykologiens grunddiscipliner (udviklingspsykologi, personlighedspsykologi, socialpsykologi m.v. – se psykologi for en oversigt), en række anvendte fag (klinisk psykologi, pædagogisk psykologi, etc.) og hjælpe- eller metodefag (forskningsmetode, statistik, psykiatri, humanbiologi, m.v.).

#### Nedlagte psykologuddannelser: Cand.pæd.psych. og mag.art. i psykologi
De to nedlagte uddannelser cand.pæd.psych. og mag.art (magisterkonferens) i psykologi er sidestillet[kilde mangler] med cand.psych.-uddannelsen og giver ret til titlerne cand.pæd.psych. (cand.pæd. i psykologi) og mag.art (magisterkonferens) i psykologi. Cand.pæd.psych.-uddannelsen ophørte i 2004 og kunne tages ved Danmarks Lærerhøjskole (Senere Danmarks Pædagogiske Universitet, DPU, i dag DPU, Aarhus Universitet). DPU har efterfølgende oprettet en uddannelse til cand.pæd. i pædagogisk psykologi (titlen ses ofte forkortet vildledende, enten "cand.pæd.pæd.psyk." eller "cand.pæd.pæd.psych."), der adskiller sig markant fra den gamle cand.pæd.psych, og som derfor netop ikke kan og må sidestilles med cand.psych.

### Efteruddannelse I: Autorisation - og evt. overenskomst med sygesikringen
Efter kandidateksamen i psykologi kan psykologen gennem 2-3 årig praktisk arbejde og supervision opnå statslig autorisation. Psykologen indgår i praktisk psykologarbejde, under supervision af en autoriseret kollega, f.eks. som 'føl' i en psykologpraksis. Autorisation har fortrinsvis relevans for psykologer, som beskæftiger sig med behandlingsarbejde, og er mindre udbredt hos psykologer med anden type af psykologarbejde. For psykologer, som arbejder i privat praksis, giver autorisation adgang til at indgå overenskomst med sygesikringen, hvilket indebærer, at sygesikringen yder tilskud til behandling hos den pågældende psykolog, efter en henvisning fra praktiserende læge. Sygesikringen har et begrænset antal overenskomster, der blandt andet fordeles efter geografisk lokalitet. Endvidere er mange autoriserede psykologer ikke interesseret i at indgå overenskomst med det offentlige i forbindelse med etablering og drift af egen praksis.
Det er Psykolognævnet under Socialministeriet, der tildeler autorisation og fører register over autoriserede psykologer i Danmark. Psykolognævnet fungerer også som klageinstans og kan fratage autorisationen, såfremt psykologen ikke overholder etiske og behandlingsmæssige standarder. Psykologer med autorisation har ret til at benytte titlen cand.psych. (aut.) eller aut. psykolog.

### Efteruddannelse II: Specialistuddannelserne
Psykologernes fag- og standsforening, Dansk Psykolog Forening, udbyder postgraduate specialistuddannelser, der kan tages efter endt kandidatuddannelse og efterfølgende autorisation. Der eksisterer adskillige specialistuddannelser, hvoraf de kliniske specialer, som er kendetegnet ved omfattende uddannelse i psykopatologi, er markeret med [K]:

#### Specialistpsykologuddannelserne
1. Børnepsykologi
- Klinisk børnepsykologi [K]
- Klinisk børneneuropsykologi [K]
- Psykoterapi med børn [K]
- Pædagogisk psykologi
- Sundhedspsykologi med børn

2. Voksenpsykologi
- Psykoterapi med voksne [K]
- Psykopatologi [K]
- Psykotraumatologi [K]
- Klinisk Neuropsykologi [K]
- Gerontopsykolog
- Sundhedspsykologi med voksne

3. Arbejds- og organisationspsykologi
En specialistuddannelse påbegyndes efter gennemført autorisation, og varer minimum tre år. Uddannelsen består af 360 timers teori og 240 timers supervision og personligt udviklingsarbejde. Uddannelsen kvalitetsikres via krav om fremlæggelse af en forskningsbaseret opgave, via regelmæssig supervision af psykologarbejdet samt via indholdsmæssige standarder i teoriundervisning og krav til undervisere og supervisorer.
De teoretiske kurser skal indfri krav til videnskabelighed på et grundvidenskabeligt og anvendt niveau. Undervisningen i teori tilrettelægges på en sådan måde, at der etableres en sammenhængende forståelse af for eksempel en given terapeutisk tradition og undervises i såvel grundlagsteori som for eksempel klinisk teori.
De kliniske [K] specialistuddannelser er bl.a. udtrykkeligt udformet for at sikre psykologens kompetence og formelle adkomst til at udrede for psykopatologi og stille diagnoser inden for dette felt, og til at tilrettelægge og gennemføre psykoterapeutisk behandling for sådanne tilstande.
Specialistuddannelserne - og de nedenfor nævnte specialpsykologuddannelser - svarer til den amerikanske Psy.D.-grad, hhv. den britiske D.Clin.Psych./Psych.D. Psykologer med specialistuddannelse har ret til at benyttet titlen specialistpsykolog.

#### Specialpsykologuddannelserne
Danske Regioner etablerede i 2011 to nye uddannelser i psykiatri målrettet psykologer. En specialpsykolog har en 4-årig efteruddannelse indenfor enten voksenpsykiatri eller børne- og ungdomspsykiatri. Specialpsykologuddannelserne kan påbegyndes af psykologer, der er autoriserede. Uddannelserne formaliserer blandt andet psykologernes kompetence til både at udrede, diagnosticere og koordinere og udføre behandling af patienter med psykiske lidelser på lige fod med speciallægerne.
Uddannelsen består af et år på introduktionsuddannelsen og tre år på hoveduddannelsen. Både introduktions- og hoveduddannelsen indeholder en klinisk praksisdel og teoretisk kursusdel. Uddannelsen indeholder 495 timers teori samt vejledning i relation til de opgaver, som varetages under ansættelsen.

### Efteruddannelse III: Supervisoruddannelserne
Psykologforeningen udbyder også postgraduate supervisoruddannelser, der kan tages efter gennemført specialistpsykolog-uddannelse. Der findes en supervisoroverbygning for hver af specialistuddannelserne, og overbygningens formål er at uddanne specialistpsykologerne til at kunne supervisere kolleger, med udgangspunkt i et uddannelsesforløb i supervisionsteori, -processer og -metoder, samt et supervisionsforløb, hvor fokus er på deres arbejde som supervisorer in training.

## Beskæftigelse og arbejdsområder
Ledighedsprocenten for psykologer i Danmark er relativ lav, i december 2021 lå den på 4,7%.
Psykologer har meget variede jobmuligheder:
- En klinisk psykolog arbejder med psykologisk behandling (psykoterapi m.v.) og evt. udredning/testning og diagnostik, f.eks. inden for psykiatrien på hospitaler eller som privatpraktiserende psykolog.
- En neuropsykolog arbejder oftest med genoptræning og diagnostik af hjerneskadede eller forskning i hjernens funktion.
- En pædagogisk psykolog arbejder normalt som "skolepsykolog" i en kommunes Pædagogisk Psykologisk Rådgivning (PPR).
- En arbejds- og organisationspsykolog arbejder f.eks. som personalechef eller personalekonsulent.
- Underviser
- Forsker